# Anioł ulicy
Anioł ulicy (ang. Street Angel, 1928) – amerykański niemy, czarno-biały dramat filmowy w reżyserii Franka Borzage. Adaptacja powieści Lady Cristilinda autorstwa Moncktona Hoffe'a.
Obraz podczas 1. ceremonii wręczenia Oscarów otrzymał nagrodę dla najlepszej aktorki pierwszoplanowej − Janet Gaynor. Aktorka nagrodę otrzymała za trzy filmy − Siódme niebo, Wschód słońca i właśnie Anioła ulicy. Podczas 2. ceremonii wręczenia Oscarów, obraz otrzymał dwie nominacje: dla najlepszej scenografii i za najlepsze zdjęcia.

## Obsada
- Janet Gaynor jako Angela
- Charles Farrell jako Gino
- Alberto Rabagliati jako Policjant
- Cino Conti jako Policjant
- Guido Trento jako Neri, sierżant policji
- Henry Armetta jako Mascetto
- Louis Liggett jako Beppo
- Milton Dickinson jako Bimbo
- Helena Herman jako Andrea
- Natalie Kingston ajako Lisetta
- Dave Kashner jako Strong Man
- Jennie Bruno jako Sprzedawczyni

## Nagrody Akademii Filmowej
1. ceremonia wręczenia Oscarów
- najlepsza aktorka pierwszoplanowa − Janet Gaynor

2. ceremonia wręczenia Oscarów
- nominacja: najlepsze zdjęcia − Ernest Palmer
- nominacja: najlepsza scenografia − Harry Oliver